# Lachnum clandestinum
Lachnum clandestinum är en svampart som beskrevs av P. Karst. 1871. Lachnum clandestinum ingår i släktet Lachnum och familjen Hyaloscyphaceae.   Inga underarter finns listade i Catalogue of Life.